# Uderzenia na minutę

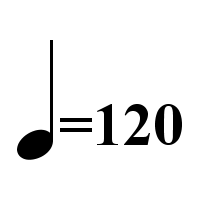
Oznaczanie liczby uderzeń na minutę

Uderzenia na minutę – częstotliwość, miara tempa utworu muzycznego lub akcji serca, wyznaczająca liczbę regularnych uderzeń metronomu lub ćwierćnut przypadających na jedną minutę.
W języku angielskim funkcjonuje skrót BPM (beats per minute). Tempo wynoszące 60 BPM oznacza jedno uderzenie na sekundę, czyli 1 Hz. 1 BPM oznacza uderzenia z częstotliwością 1/60 Hz.
Miara uderzeń na minutę weszła do powszechnego użytku w przemyśle muzyki tanecznej w epoce muzyki disco ze względu na jej użyteczność dla didżejów. Utwory o identycznym tempie można bowiem łatwo złączyć (z krótkim płynnym przejściem) tak, by rytmy nałożyły się i jeden utwór płynnie przeszedł w drugi.